# Abuela (cuento)
La abuela (En inglés "Gramma"), es un cuento de terror del autor estadounidense Stephen King. Fue publicado por primera vez en la revista Weirdbook en el año de 1984 y recopilado en la colección Skeleton Crew publicada en 1985. Ciertos personajes/criaturas/poderes sobrenaturales que aparecen en las obras del autor HP Lovecraft también aparecen en esta historia, por lo que es una historia ambientada en el universo de los Mitos de Cthulhu.

## Argumento
Un niño de 11 años llamado George Bruckner está en casa con su madre, Ruth, cuando les informan que el hermano de George, Buddy, de 14 años, se ha roto una pierna jugando béisbol. La madre de George debe ir a la ciudad, a una hora de distancia, para estar con Buddy en el hospital, pero alguien debe quedarse en casa para ver a su propia madre, una mujer enorme, anciana, postrada en cama. George se ofrece a regañadientes.
Inicialmente George se siente feliz de saber que su hermano estará primero hospitalizado y posteriormente incapacitado en cama por varias semanas; Buddy siempre ha sido un chico abusivo y despiadado que constantemente lo somete a humillaciones y agresiones físicas que rayan en el sadismo, por lo que Georgie ve su convalecencia como un precioso tiempo libre de las torturas y agresiones que su hermano ha convertido en una rutina diaria.
Cuando George se acerca a la cocina después de que su madre se va, comienza a pensar en su "Abuela" y recuerda la primera vez que los vistó. Tenía seis años y la anciana le exigió que se le acercara para que pudiera "darle un abrazo". Georgie estaba aterrorizado por la idea y lloró sin cesar; su madre finalmente pacificó a Abuela, prometiéndole que la abrazaría "con el tiempo", sin embargo este rechazo nunca se atenuó y su madre tenía especial cuidado de no dejar a sus hijos solos con ella; misma precaución que tenían sus tíos con sus propios hijos, quienes en algunas conversaciones privadas mencionaban la existencia de ciertos libros y un secreto familiar muy delicado.
George recuerda que en una ocasión logró que su madre le contara que en su juventud, tras casarse, la abuela descubrió que era infértil y cualquier embarazo terminaba en horribles abortos involuntarios o muertes fetales. Obsesionada con ser madre consiguió unos libros sobre los que la mamá de George no quiso explicar y logró dar a luz una gran cantidad de hijos sanos; tras esto el abuelo intentó convencerla de deshacerse de los libros, pero ella se negó ya que estos tenían poder sobre ella y se habían vuelto más importantes en su vida que su familia.
Con el tiempo, despertó las sospechas de la comunidad no solo por sus hijos, sino también por su anormal prosperidad. Finalmente la abuela fue descubierta, excomulgada de su iglesia, despedida de su puesto de maestra de escuela y expulsada de su ciudad por poseer algún tipo de libros extraños, tras lo cual se mudaron a Buxton donde vivió hasta que falleció su marido y sus hijos acordaron que uno de ellos debía cuidarla. También recuerda como los hermanos de su madre la presionaron para que se encargara de la anciana: "Tú eres la única que puede calmarla, Ruth", argumentando que no viviría más allá de unos meses, por lo que Ruth se vio obligada a abandonar Connecticut y mudarse a Castle Rock, en Maine, para cuidarla, pero eso sucedió hace cinco años, resistiendo como si esperara algo en especial. 
A medida que pasan las horas, pensamientos extraños, de eventos que había presenciado antes, comienzan a surgir en su mente. Recuerda como es que su madre siempre lamentaba la muerte por apendicitis de Franklin, su hermano favorito, en su infancia y como es que había oído en una ocasión a su tío George, estando ebrio, comentar que en realidad Franklin estando molesto insultó a su madre y ella, en un arranque de furia, le provocó de alguna forma una peritonitis como castigo; ese día también su tío comentó que el resto de sus hijos la dejaron con Ruth porque en realidad le temían, ya que la anciana se había hecho aún más peligrosa al volverse senil.
Cuando George entra a ver a su abuela y observa a la mujer obesa, blanca y casi sin forma por unos momentos. De repente la recuerda pronunciando palabras extrañas una noche y sus conocidos muriendo a la mañana siguiente. George se da cuenta abruptamente de que su abuela es una bruja que, buscando ser madre, obtuvo poderes oscuros al leer libros de magia.
Cuando George se da cuenta de esto, descubre que su abuela ha muerto. Una vez que está convencido, se prepara para hacer una llamada telefónica al médico, solo para descubrir que el teléfono está muerto, por lo que opta por esperar a que su madre regrese.
George entra nuevamente en la habitación para cubrir con una sábana el rostro de la mujer; mientras lo hace, el cadáver reanimado intenta atraparlo, por lo que huye de la habitación intentando racionalizar el incidente, hasta que oye al cadáver levantarse de la cama y llamarlo: "Ven aquí, Georgie... Abuela quiere darte un abrazo".
Aterrorizado, George huye hacia la cocina con la enorme mujer tras él, deduciendo que, como bruja, esperaba estar a solas con él para morir. El teléfono suena cuando su tía Flo llama desde Minnesota y él intenta explicarle la situación mientras la Abuela lo acorrala. Tía Flo lo insta a invocar el nombre de Hastur y ordenarle en su nombre a Abuela que "se acueste". Abuela golpea el teléfono de su mano, y George grita repetidamente la frase: "¡Acuéstate! ¡No te muevas! ¡En nombre de Hastur! ¡Hastur! ¡Acuéstate! ¡No te muevas!" pero Abuela lo envuelve con sus brazos.
Una hora más tarde, George está sentado tranquilamente en la mesa de la cocina y el cuerpo de su abuela nuevamente reposa en su cama cuando Ruth regresa y él le explica que murió. La mujer revisa la habitación, encontrando en el cuerpo de su madre evidencias de forcejeo con el niño, por lo que pregunta si "sucedió algo más". George se niega a responder y se retira a su habitación, pidiendo que llame a la tía Flo para obtener explicaciones, cosa que no pudo hacer ya que poco antes de que su madre regresara, George recitó una serie de conjuros y su tía cayó muerta en su casa por un aneurisma.
Una vez en su cuarto George, aun sorprendido de que estos conocimientos y habilidades están a su disposición, sonríe perversamente, mientras piensa como cambiarán las cosas, ya que durante el día y a vista de los demás permitirá a su hermano seguir siendo abusivo y cruel, solo para tenerlo a su merced y vengarse por la noches, lejos de la vista de otros.

## Adaptaciones cinematográficas, televisivas o teatrales
La historia se convirtió en un episodio de The Twilight Zone en el año de 1986; El guion fue escrito por Harlan Ellison. Parte de la voz en off para 'Abuela' fue hecha por Piper Laurie, quien previamente había protagonizado Carrie; la primera adaptación cinematográfica de la novela Carrie de King .
En el año 2014, la historia fue adaptada en una película titulada Mercy, La maldición de la abuela en su versión al español. El actor de The walking dead Chandler Riggs retrató a George en la película, la cual recibió críticas mixtas.